# Lemborch Tynnes
Lemborch Pedersson Tynnes (Antonius Tönnis), död troligen 1650 i Stockholm, var en nederländsk stenhuggare verksam vid hovet i Stockholm.
Tynnes var inkallad i den arbetsstyrka som Kaspar Panten värvade i Holland 1624 för att utföra arbeten på slottet Tre Kronor. Han arbetade under Aris Claeszons konstnärliga ledning med huggning av spiselomfattningar, trappsteg, lister och gavelrösten under 1620- och 1630-talen. Under Jost Hennings ledning arbetade han vid Tyska kyrkan 1640–1643. Han arbetade som stenhuggargesäll för Johan Wendelstam 1645–1646. Tynnes var husägare i Stockholm och troligen gift med Karin Simonsdotter som drev hans verkstad vidare till sin egen död 1664.